# Grand Prix de Denain 1995
La 37e édition du Grand Prix de Denain a eu lieu le 11 avril 1995. Elle a été remportée par le Belge Jo Planckaert.

## Classement final
Jo Planckaert remporte la course en parcourant les 191 kilomètres en 4 h 15 min 42 s à la vitesse moyenne de 44,818 km/h,.
| Classement final, | Classement final,   | Classement final, | Classement final,             | Classement final,  |
|                   | Coureur             | Pays              | Équipe                        | Temps              |
| ----------------- | ------------------- | ----------------- | ----------------------------- | ------------------ |
| 1er               | Jo Planckaert       | Belgique          | Collstrop-Lystec              | en 4 h 15 min 42 s |
| 2e                | Michel Zanoli       | Pays-Bas          | Asfra-Orlans-Blaze            | m.t                |
| 3e                | Thierry Gouvenou    | France            | Gan-Merckx                    | m.t                |
| 4e                | Franck Jarno        | France            | Aki-Gipiemme                  | m.t                |
| 5e                | Franck Laurance     | France            | Mutuelle de Seine-et-Marne    | m.t                |
| 6e                | Andrzej Sypytkowski | Pologne           | Rotan Spiessens-Hot Dog Louis | m.t                |
| 7e                | Ronny Assez         | Belgique          | Asfra-Orlans-Blaze            | m.t                |
| 8e                | Willy Willems       | Belgique          | Zetelhallen-Ijsco             | m.t                |
| 9e                | Lauri Aus           | Estonie           | Mutuelle de Seine-et-Marne    | m.t                |
| 10e               | Adrie van der Poel  | Pays-Bas          | Collstrop-Lystec              | m.t                |
| modifier          |                     |                   |                               |                    |